# Hymera
Hymera és una població dels Estats Units a l'estat d'Indiana. Segons el cens del 2000 tenia 833 habitants.

## Demografia
Segons el cens del 2000, Hymera tenia 833 habitants, 331 habitatges, i 228 famílies. La densitat de població era de 459,5 habitants/km².
Dels 331 habitatges en un 29,3% hi vivien nens de menys de 18 anys, en un 55,6% hi vivien parelles casades, en un 10,3% dones solteres, i en un 31,1% no eren unitats familiars. En el 24,8% dels habitatges hi vivien persones soles el 16% de les quals corresponia a persones de 65 anys o més que vivien soles. El nombre mitjà de persones vivint en cada habitatge era de 2,52 i el nombre mitjà de persones que vivien en cada família era de 3,02.
Per edats la població es repartia de la següent manera: un 25,3% tenia menys de 18 anys, un 11% entre 18 i 24, un 27,6% entre 25 i 44, un 22,8% de 45 a 60 i un 13,2% 65 anys o més.
L'edat mediana era de 35 anys. Per cada 100 dones de 18 o més anys hi havia 93,8 homes.
La renda mediana per habitatge era de 28.938$ i la renda mediana per família de 34.091$. Els homes tenien una renda mediana de 28.850$ mentre que les dones 16.369$. La renda per capita de la població era de 13.113$. Entorn del 13,7% de les famílies i el 17,2% de la població estaven per davall del llindar de pobresa.

## Poblacions més properes
El següent diagrama mostra les poblacions més properes.